# Breitkopf & Härtel

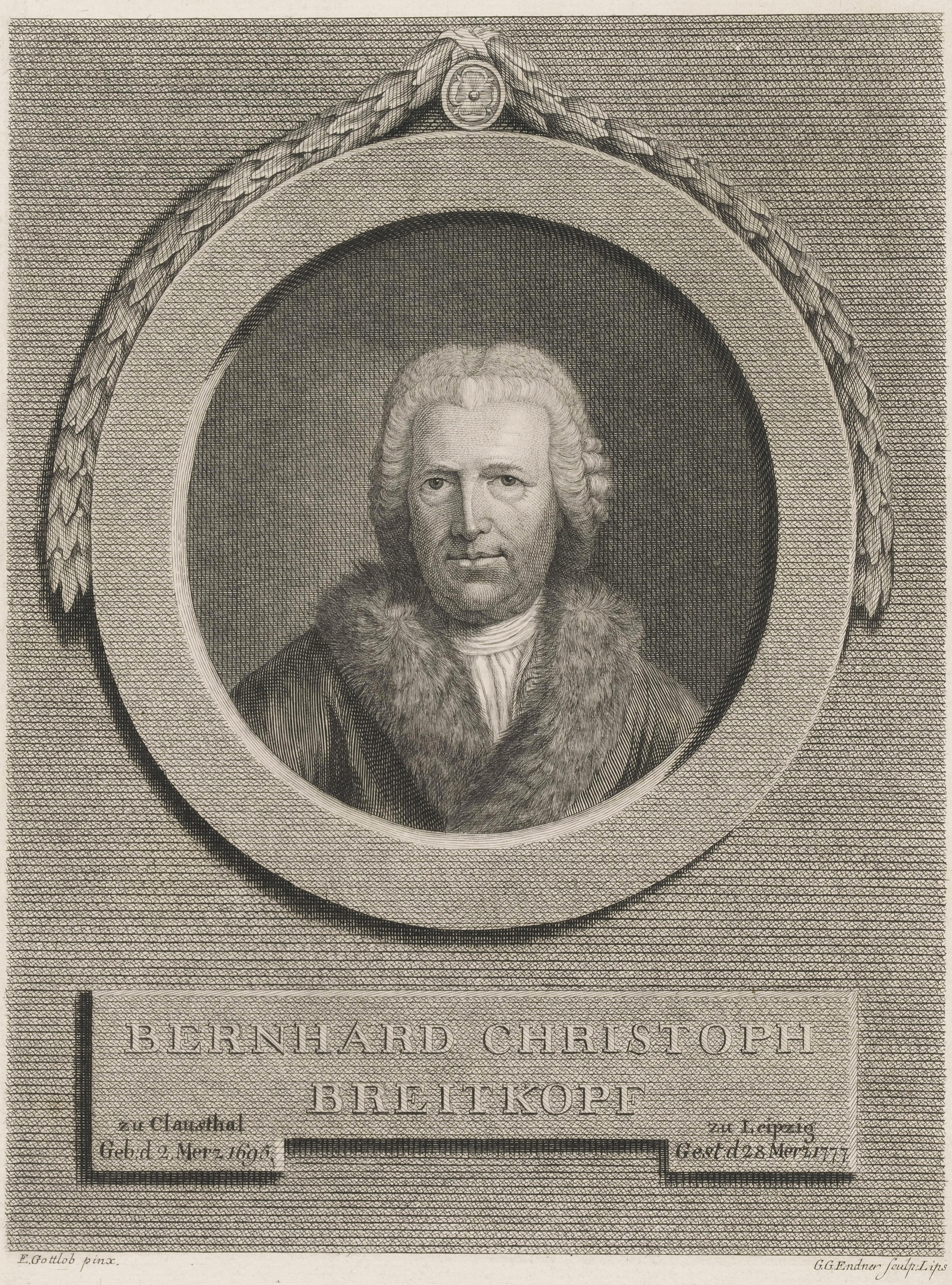
Bernhard Christoph Breitkopf

Breitkopf & Härtel és la casa d'edició musical més antiga. Va ser fundada el 1719 a Leipzig per Bernhard Christoph Breitkopf (1695-1777). El catàleg actual conté més de 1.000 compositors, 8.000 obres i 15.000 edicions de música o llibres sobre música. El 1795 es va afegir Härtel quan Gottfried Christoph Härtel (1763-1827) es va fer càrrec de la companyia. L'any 1807 Härtel va començar a fabricar pianos, tasca que va culminar el 1870. Els pianos Breitkopf van ser molt ben valorats al segle xix per pianistes com Franz Liszt i Clara Schumann.
La companyia, constantment, ha donat suport als compositors contemporanis i com a editorial va treballar en estreta col·laboració amb Beethoven, Haydn, Mendelssohn, Schumann, Liszt, Wagner i Brahms. També van publicar les primeres edicions d'obres completes, per exemple, l'edició de Bach-Gesellschaft amb les obres de Johann Sebastian Bach, el Alte Mozart-Ausgabe amb les obres de Mozart i la Franz Schubert's Werke de Franz Schubert. Aquesta tradició prossegueix amb els compositors actuals.
Durant el segle xix Breitkopf & Härtel també edità l'Allgemeine musikalische Zeitung (1797-1848), una prestigiosa i influent revista musical dirigida per Johann Friedrich Rochlitz.